# Mesomelaena preissii
Mesomelaena preissii är en halvgräsart som beskrevs av Christian Gottfried Daniel Nees von Esenbeck. Mesomelaena preissii ingår i släktet Mesomelaena och familjen halvgräs. Inga underarter finns listade i Catalogue of Life.